# Manlio Molfese
Manlio Molfese (Albano di Lucania, 20 settembre 1883 – Roma, 25 aprile 1969) è stato un militare e aviatore italiano.
Pilota pluridecorato di grande esperienza del Servizio Aeronautico del Regio Esercito durante la prima guerra mondiale, con la fine del conflitto ritornò alla vita civile ricoprendo l'incarico di Capo Servizio del Traffico Aereo al Ministero dell'aeronautica (1924-1933), Commissario della Federazione nazionale Fascista della Gente dell'Aria e Presidente della cassa Nazionale di Previdenza della Gente dell'Aria. Allo scoppio della seconda guerra mondiale si arruolò volontario nella Regia Aeronautica, ricoprendo vari incarichi di carattere amministrativo anche in zona di operazioni. Dopo l'armistizio dell'8 settembre 1943 aderì alla Repubblica Sociale Italiana, ricoprendo l'incarico di Sottosegretario di stato per l'Aviazione.

## Biografia
Nacque ad Albano di Lucania il 20 settembre 1883, figlio di Arcangelo, di professione notaio, e Giuseppina Maglietta. Frequentò le scuole superiori e successivamente l'università di Napoli, dove si laureò in giurisprudenza. Dopo l'entrata in guerra del Regno d'Italia, avvenuta il 24 maggio 1915, si arruolò come volontario, ricevendo la nomina a sottotenente della Milizia territoriale. Il 21 giugno fu inviato presso il 4º Reggimento artiglieria da fortezza destinato alla difesa del monte Coni Zugna.
Nel settembre dello stesso anno presentò domanda per frequentare il corso di osservatore d'aeroplano, che doveva tenersi presso il campo d'aviazione di Mirafiori, a Torino. Ammesso alla scuola di aviazione del Servizio Aeronautico del Regio Esercito, ottenne il brevetto di osservatore militare d'aeroplano. Il 6 novembre fu assegnato alla 2ª Squadriglia per l'artiglieria equipaggiata con velivoli Caudron G.3, basata a Medeuzza, sull'Isonzo, alle dirette dipendenze del III Corpo della 1ª Armata. Durante la sua permanenza a Medeuzza conobbe Gabriele D'Annunzio, con cui mantenne scambi epistolari per lungo tempo. 
Il 15 aprile 1916 la 2ª Squadriglia viene rinominata 42ª Squadriglia, ed eseguì alcune ardite ricognizioni topofotografiche a bassissima quota della zona di Gorizia, dal Monte San Michele al Monte Podgora, in vista dell'offensiva che portò alla conquista della città.
Promosso tenente. prestò servizio in diverse squadriglie da ricognizione, distinguendosi in diverse azioni belliche. Dal giugno 1918 passò alla 40ª Squadriglia di Castenedolo e nell'autunno dello stesso anno alla 113ª Squadriglia SAML di Cividate Camuno.
Per le operazioni eseguite sul Carso e sul Piave gli furono conferite sul campo, dal generale Armando Diaz, due Medaglie d'argento al valor militare Il 13 giugno 1918 il governo francese lo decorò con la Croce di guerra con stella d’argento e smalti.
Alla fine della guerra divenne istruttore presso la Scuola osservatori sita sull'aeroporto di Centocelle, per venire quindi congedato con il grado di maggiore di complemento, ruolo combattenti. Accanto alla passione per il volo, egli coltivò anche quella per l'arte, e per molti anni tenne una appostita rubrica sul giornale argentino La Razon di Buenos Aires. Il 13 ottobre 1922 si iscrisse al Partito Nazionale Fascista, divenendo Alfiere della 5ª corte di Terni, e prese parte alla Marcia su Roma. Nel 1925 diede alle stampe il libro L'aviazione da ricognizione italiana durante la grande guerra europea (maggio 1915-novembre-1918), compendio dell'attività svolta dal servizio ricognizione durante gli anni della prima guerra mondiale.

### Alla guida dell'Aviazione Civile italiana
Ritornato alla vita civile, anziché riprendere servizio presso il Ministero della pubblica istruzione, dove lavorava come consigliere giuridico, decise di partecipare al concorso indetto per il Commissariato per l'Aeronautica, classificandosi al primo posto. Ricoprì la carica di Capo Servizio del Traffico Aereo al Ministero dell'aeronautica, competente per l'aviazione civile dal 28 maggio 1924 al 15 ottobre 1933, quando fu sostituito dal generale Aldo Pellegrini. In quell'anno il Maresciallo Italo Balbo lasciò il vertice del Ministero dell'aeronautica. Durante la sua permanenza al vertice dell'Aviazione civile partecipò a numerosi convegni e conferenze internazionali per la regolamentazione internazionale dell'aviazione. Fu membro di numerose commissioni internazionali per la regolamentazione della navigazione aerea civile e commerciale La sua conoscenza del diritto internazionale, e la comprovata esperienza di pilota, fecero di lui uno dei più grandi esperti d'aviazione presenti in Italia. Tra il 1926 e il 1933 sottoscrisse numerosi trattati aeronautici tra l'Italia e diversi stati europei ed africani. Sotto la sua direzione l'aviazione civile italiana ebbe un notevole sviluppo. Alla presenza di Mussolini, il 1º aprile 1926, veniva inaugurata la prima linea aerea da Torino a Pavia. Inoltre tra il 1926 e il 1928 entrarono in attività le linee Genova-Palermo, Brindisi-Atene-Costantinopoli, Roma-Venezia-Vienna. 
Inoltre su sua iniziativa fu riordinato il Servizio meteorologico militare, si istituì l'Ufficio presagi civili, e fu costituito il Reale Aereo Club d’Italia. Dopo aver lasciato l'incarico di Capo dell'Aviazione Civile venne nominato Commissario della Federazione Nazionale Fascista della Gente dell'Aria e presidente della Cassa Nazionale di Previdenza della Gente dell'Aria, Con l'avvocato, professore Francesco Galgano, prese parte alla Commissione Reale per la riforma dei Codici civile e di procedura civile, che furono emanati nel 1942.

### La seconda guerra mondiale
All'entrata in guerra dell'Italia, avvenuta il 10 giugno 1940, si arruolò volontario nelle Regia Aeronautica. Fu delegato per il settore aviazione alla Commissione armistiziale con la Francia, che aveva sede a Tunisi. Rimase in Africa Settentrionale fino al luglio 1942, quando fu promosso colonnello ruolo naviganti. Trasferito dapprima presso il Comando Aeronautico della Tunisia, passò quindi a quello della Sicilia. L'8 settembre 1943 venne firmato l'armistizio con gli anglo-americani, e il 18 dello stesso mese fu collocato in congedo con Regio Decreto del governo Badoglio. Il 16 settembre era nata nel nord Italia la Repubblica Sociale Italiana, ed egli si iscrisse al Partito Fascista Repubblicano già il 21 settembre, recandosi a Firenze il 7 ottobre per arruolarsi nel neocostituito esercito repubblicano al comando del Maresciallo Rodolfo Graziani. Nel mese di dicembre fu inviato a Bassano del Grappa, sede del Ministero della Difesa della R.S.I. dove, però, la Direzione del personale militare lo collocò in licenza illimitata in attesa del definitivo congedo. Questa decisione lo spinse a scrivere una lettera personale al Duce in cui si metteva a sua disposizione, forte della propria esperienza.

### I pochi giorni da Sottosegretario di Stato per l'aviazione
Dopo le dimissioni del colonnello Ernesto Botto dalla carica di Segretario di stato per l'aviazione, il quale era entrato in aperto contrasto con il gerarca Roberto Farinacci e con il comandante della 2ª Luftflotte, Feldmaresciallo Wolfram von Richthofen, venne nominato al suo posto il generale di brigata aerea Arrigo Tessari. Quest'ultimo era apertamente filotedesco e cercò di favorire l'annessione dell'Aeronautica Nazionale Repubblicana in seno alla Luftwaffe. Il 26 luglio 1944 Mussolini sostituì Tessari, nella carica di Sottosegretario, nominandolo al suo posto ma confermando Tessari come Capo di stato maggiore. Apertamente in contrasto con gli orientamenti del comando della 2ª Luftflotte, che non lo riteneva favorevole alla propria decisione di incorporare aerei, aeroporti e personale della RSI, egli si oppose strenuamente al colpo di forza effettuato da von Richthofen il 25 agosto 1944, dando tempo a Mussolini di ottenere da Hitler l'annullamento del tentativo. Il fallimento dell'"Operazione Phoenix" portò all'esautorazione di von Richthofen, e alla sua sostituzione, avvenuta il 6 settembre, con il generale di origine bavarese Maximilian von Pohl. Il 27 novembre fu rimosso dall'incarico, sostituito dal generale Ruggero Bonomi. Su proposta del Capo del Governo, durante la riunione del Consiglio dei Ministri del 15 novembre 1944 venne promosso a Consigliere di Stato.
Al termine del conflitto fu arrestato e deferito all'Alta Corte per le sanzioni contro il fascismo. Nel 1946, durante il processo a suo carico per l'adesione al fascismo e al governo della Repubblica Sociale. Egli si difese dall'accusa di collaborazionismo con i tedeschi, dichiarando di aver aderito alla RSI per senso dell'onore e della dignità nazionale, difesa personalmente durante gli avvenimenti accaduti nell'agosto 1944. Riuscì a dimostrare che, con la sua opposizione al proclama emanato da von Richthofen aveva evitato ulteriori deportazioni di militari italiani in Germania. Inoltre la sua opposizione gli era costata l'allontanamento dal governo della R.S.I. La Corte d’assise straordinaria, accogliendo le sue tesi difensive, lo assolse dalle accuse. Si spense a Roma il 25 aprile 1969.

## Parentela
Molfese, è imparentato con Valerio Bonifazi, infatti, è il trisavolo del notorio banchiere italiano.

## Pubblicazioni
- L'aviazione da ricognizione italiana durante la grande guerra europea (maggio 1915-novembre-1918), Provveditorato generale dello Stato, Roma, 1925.

### Annotazioni
1. ↑  Fu il primo Podestà di Albano di Lucania, ricoprendo l'incarico dal 1926 al 1928.
2. ↑  Secondo alcune fonti si laureò il 21 giugno 1915.
3. ↑  Posto nel settore del Trentino-Alto Adige.
4. ↑  Ulteriori due Medaglie di bronzo al valor militare gli furono conferite per le operazioni sul basso Isonzo.
5. ↑  Altra onorificenza di rilievo conferitagli fu la Medaglia militare aeronautica di lunga navigazione aerea di 1° grado (d'oro).
6. ↑  Per la sua partecipazione fu successivamente insignito della Sciarpa del Littorio.
7. ↑  Fu nominato governatore della Libia, in sostituzione del Maresciallo d'Italia Pietro Badoglio.
8. ↑  Tra le quali il Comitè International Tecnique di Experte Juridiques aeriens (C.I.I.T.E.J.A), carica ricoperta dal 1929 al 1940, anno in cui fu sospeso per l'entrata in guerra dell'Italia.
9. ↑  Per questi meriti venne nominato Delegato regio per gli accordi aeronautici.
10. ↑  Si attivarono anche collegamenti con Germania, Austria, Gran Bretagna, Francia, Spagna, Cecoslovacchia e Algeria, e si provvide a costruire nuovi aeroporti e idroscali civili a Trieste, Genova, Napoli. L'Italia si dotò, con una iniziativa che in quel periodo non aveva precedenti in altri paesi del mondo, di importanti infrastrutture per il trasporto aereo di passeggeri e di merci.
11. ↑  Che può essere paragonato all'attuale Protezione Civile.
12. ↑  Di cui egli fu “triumviro” fondatore.
13. ↑  Istituto paragonabile all'attuale Ente Nazionale per l'Assistenza al Volo.
14. ↑  Docente in legge all'Università di Napoli.
15. ↑  Fino a quel tempo von Pohl era il comandante della contraerea tedesca (Flak) in Italia.
16. ↑  Qualche giorno prima il Ministro della Difesa, Maresciallo Rodolfo Graziani, in una nota riservata inviata a Mussolini faceva presente che la rimozione di Molfese dal suo incarico sarebbe stata dannosa perché egli era l'unico a credere, e a volere difendere, l'indipendenza delle forze armate repubblicane dalle mire tedesche.

### Fonti
1. 1 2 3 4 5 6 7 8 9 10 11 12 13 14 15 16 17 18 19  Vito Maria Rosario D'Adamo, Manlio Molfese in "Il Messo" n. 13, anno 2005.
2. 1 2 3 4 5 6 7 8  Ferrari, Garello 2004, p. 72.
3. 1 2 3 4  Molfese 1925, p. 14.
4. ↑  Ferrari, Garello 2004, p. 73.
5. ↑  Ferrari, Garello 2004, p. 74.
6. 1 2  Rocco 1998, p. 122.
7. 1 2 3 4  Rocco 1998, p. 123.
8. ↑  Verbali del Consiglio dei Ministri della Repubblica Sociale Italiana settembre 1943-aprile 1945/15 novembre 1944.